# Позднеговорящий ребёнок
Позднеговорящий ребёнок (также синдром Эйнштейна) — это ребёнок, у которого наблюдается позднее появление речи, что также может быть ранним или вторичным признаком расстройства аутистического спектра или других нарушений развития, таких как фетальный алкогольный синдром, синдром дефицита внимания и гиперактивности, умственная отсталость, неспособность к обучению, расстройство социальной коммуникации или специфическое нарушение речи. Отсутствие языкового развития, навыков понимания и проблемы с навыками грамотности являются потенциальными рисками для тех, кто поздно начинает говорить. Перспективы для позднеговорящих с мероприятиями или без них, как правило, благоприятны. Малыши имеют высокую вероятность догнать типичных малышей, если будут введены ранние языковые мероприятия. Языковые мероприятия включают общую языковую стимуляцию, целенаправленную языковую стимуляцию и обучение в среде.
Логопеды — это специалисты, которые работают с поздно заговорившими и обеспечивают индивидуальную поддержку для уникальных потребностей каждого ребёнка.

## Языковое развитие

### Ожидаемое появление речи
Малыши в возрасте 1–2 лет начинают использовать и понимать разные типы слов. Первоначально наиболее заметными типами слов являются существительные, и в конечном итоге они переходят к другим типам слов, таким как глаголы и прилагательные. После того, как малыши произнесли своё первое слово, они начинают усваивать новые слова со скоростью примерно одно в неделю. Слова связаны с вещами в окружении малыша, такими как части тела, игрушки, одежда и т. д. Они часто используют одно слово для обозначения множества разных вещей; например, они могут называть все виды транспорта «машиной».
К 15-месячному возрасту малыши знают в среднем шесть слов и начинают замечать и задаваться вопросом о вещах, которые находятся немного за пределами их окружения. Когда им исполняется 18 месяцев, они обращаются к себе по имени и в конце концов начинают использовать местоимение «я». На этом этапе они также повторяют части услышанных ими предложений. По мере приближения к 2 годам малыши начинают складывать два слова. Они начинают учиться употреблять «нет» и просят взрослых называть им имена людей и новые предметы. В среднем двухлетний ребенок знает 50 слов, а затем начинает учить новые слова со скоростью около одного в день. В возрасте от 2 до 3 лет их словарный запас быстро растёт. Ожидается, что в 30 месяцев они будут знать около 200 слов, а к 3 годам смогут участвовать в очень простых разговорах.

### Появление речи у позднеговорящих
Позднее появление речи происходит, когда малыши не производят или не понимают язык с ожидаемой для их возраста скоростью. Около 13% двухлетних детей имеют задержку в развитии речи. Поздно заговорившие отличаются от детей ясельного возраста с нарушениями языкового развития и инвалидностью в том смысле, что их единственной характеристикой является ограниченный для их возраста экспрессивный словарный запас, в отличие от отсутствия рецептивной речи или когнитивных способностей. Позднее появление речи может быть индикатором других видов расстройств или инвалидности. Если поздно говорящие не догоняют обычных говорящих к 4 годам, у них могут быть специфические языковые нарушения. Скрининг выразительной речи в возрасте от 18 до 35 месяцев помогает определить, является ли позднее появление речи «вторичным по отношению к расстройству аутистического спектра, умственной отсталости, нарушению слуха, задержке рецептивной речи или демографическому риску».
По сравнению с обычными говорящими, 24-месячные поздно говорящие, кажется, не испытывают затруднений с глаголами и их образованием, которые являются важной частью грамматического развития. Они «борются» с существительными больше, чем типичный говорящий, и им трудно сочетать слова. У поздно говорящих показатели ниже, чем у обычных говорящих, в когнитивных функциях и рецептивных языковых навыках.

## Признаки и симптомы
Малыши рискуют заговорить поздно, если:
- Они производили аномальный лепет в возрасте от 9 до 21 месяца[22][3].
- К 15 месяцам они не произносят шести и более слов[17].
- К 18 месяцам они, кажется, не понимают больше слов, чем могут произнести[17].
- В 18 месяцам они используют менее 20 слов и не знают разных типов слов[8].
- В возрасте 24 месяцев они используют менее 50 слов и не комбинируют слова из разных классов слов[8][2].
- Произнеся своё первое слово, они демонстрируют отсутствие «сложных структур слогов, более низкий процент правильных согласных и меньший запас согласных и гласных»[3].
- Они демонстрируют непонимание и настаивают на общении с помощью жестов[3].
- В возрасте от 2 до 3 лет они используют короткие предложения с очень простой грамматикой[3].

## Диагноз
Позднее появление речи может быть признаком других типов речевых расстройств или умственной отсталости, таким образом, существует риск того, что ребёнку ошибочно диагностируют просто позднюю речь. Этот симптом может быть вторичным по отношению к проблемам с голосовыми путями или слухом, аутизму, пренебрежению или жестокому обращению. Чтобы у малышей диагностировали позднее появление речи, им необходимо обратиться к педиатру и логопеду. Педиатр проведёт полное медицинское обследование, а логопед проведёт полный скрининг и всестороннюю оценку. Исследование речевого развития является распространённым методом скрининга, используемым для детей младшего возраста в возрасте 18–35 месяцев. Проверка показывает, развиваются ли экспрессивный словарный запас и синтаксис ребёнка стандартным образом. На исследовании речевого развития присутствует родитель или опекун ребёнка, чтобы сообщить о языковом развитии ребенка в отношении словосочетаний. Этот скрининг занимает в общей сложности 10 минут. Он также принимает во внимание факторы риска, такие как демографические данные и история ребёнка. Этот тест в сочетании с другими формами оценки позволяет определить, идёт речь лишь о позднем появлении речи у детей или их задержка речи связана с другим типом языкового расстройства или умственной отсталостью.

### Виды оценки
Оценки проводятся для определения речевых и языковых способностей ребёнка. Логопед работает с родителем или опекуном ребёнка, чтобы выбрать наиболее подходящую оценку.

#### Этнографическое интервью
Этнографическое интервью, тип оценки, состоит из интервью один на один между оценщиком и оцениваемым. Требуется, чтобы оценщик задавал ребёнку открытые вопросы, чтобы найти информацию об окружающей ребёнка среде.

#### Языковая выборка
Языковая выборка используется для получения случайных образцов языка ребёнка во время игры, разговора или повествования. Языковая выборка должна использоваться со стандартизированными оценками для сравнения и диагностики ребёнка как поздно говорящего.

#### Динамическая оценка
Динамическое оценивание включает в себя тестирование, обучение и повторное тестирование ребёнка. Сначала проверяются знания ребёнка. Затем ребёнка учат слову. Наконец, ребёнок проходит повторное тестирование, чтобы увидеть, выучил ли он целевую лексику. Этот тип оценки полезен для определения того, поздно ли ребёнок начинает говорить или его задержка речи является фактором другого вида расстройства.

#### Стандартизированные оценки

##### Нормативный тест
Тест, основанный на норме, состоит из сравнения и ранжирования результатов ребёнка с другими. Это позволяет сравнивать результаты ребёнка со статистическим стандартом. Ребёнок может начать поздно говорить, если его результаты теста находятся на нижнем конце шкалы по сравнению с другими тестируемыми.

##### Критериальный тест
Тест, основанный на критериях, состоит из сравнения результатов ребёнка с заданным стандартом. Оценки ребёнка берутся и анализируются, чтобы увидеть, соответствуют ли они критериям типично развивающегося ребёнка. Этот тест может проводиться формально или неофициально.

#### Методы наблюдения

##### Аналоговые задачи
Аналоговые задачи состоят в том, что оценщик наблюдает за тем, как ребёнок участвует в игре в постановочной среде, которая имитирует ситуацию в реальном мире. Оценщик может принять к сведению поведение ребёнка и его языковые способности и использовать их для диагностики ребёнка.

##### Натуралистическое наблюдение
Натуралистическое наблюдение предполагает наблюдение за взаимодействием ребёнка с другими в тривиальной социальной обстановке. Оно часто используется с оценками, основанными на критериях, для диагностики ребёнка.

##### Систематическое наблюдение и контекстуальный анализ
Систематическое наблюдение и контекстуальный анализ состоят в наблюдении за ребёнком в различных контекстах. За ребёнком наблюдают, когда он выполняет задание, играет или взаимодействует с другими. Затем делаются выводы о его языковой функции и выявляются проблемы, если они есть.

### Культура и оценка
При выборе тестов и оценок для ребёнка учитывается культура. Оценки, проводимые в отношении ребёнка, должны соответствовать культурной среде ребёнка. Тесты не могут быть переведены, так как это влияет на данные и может привести к неправильной диагностике ребёнка. Оценки должны учитывать фактор, если ребёнок говорит более чем на одном языке. Стандартизированного теста недостаточно для диагностики двуязычного ребёнка. Билингвальные дети должны быть оценены с использованием комбинации этнографического опроса, языковой выборки, динамической оценки, стандартизированных тестов и методов наблюдения, чтобы точно диагностировать позднюю речь.

## Лечение
Чем раньше будут предприняты меры, чтобы помочь малышу преодолеть позднее развитие речи, тем лучше будет результат. Необходимы языковые мероприятия (с помощью логопедов), благодаря которым поздно говорящие в конечном итоге навёрстывают упущенное. Некоторыми распространёнными подходами являются мониторинг и косвенная, а также прямая речевая стимуляция.
Поздно говорящие испытывают трудности с изучением словарного запаса и фонологическим усвоением. Ориентация на словарный запас и увеличение словарного запаса одновременно улучшают их фонологическое развитие.
При принятии решения о том, какой подход выбрать для лечения ребёнка ясельного возраста, следует учитывать культурные особенности. Некоторые виды вмешательства могут работать для одних культур, но могут не работать или не подходить для других.

### Речевые мероприятия
Поздно заговоривших можно лечить с помощью различных методов речевых мероприятий. Чем раньше ребёнку будет поставлен диагноз и начато лечение, тем лучше будут развиваться его языковые навыки по мере взросления.

#### Общая стимуляция речи
Общая стимуляция речи включает в себя предоставление ребёнку среды, полной речевой стимуляции. Это включает в себя предоставление ребёнку возможности участвовать в чтении книг, играх, приготовлении пищи и других повседневных занятиях, в которых ребёнок заинтересован. Ключ к этому мероприятию — следовать примеру позднеговорящего. Как только ребёнок интересуется конкретным объектом, родитель или опекун принимает участие в параллельной беседе, то есть говорит об объекте, а не прямо моделирует слово. Затем от родителя или опекуна требуется повторить высказывание ребёнка, независимо от того, насколько оно неверно, и дополнить его семантическими и грамматическими деталями.

#### Целенаправленная стимуляция речи
Целенаправленная стимуляция речи требует, чтобы у родителя или опекуна был список целевых слов, которые ребёнок должен выучить и произнести. Среднее количество целевых слов составляет 10, но это варьируется от ребёнка к ребёнку. Родитель или опекун должны позволять ребёнку как можно больше знакомиться с целевыми словами. Взрослый должен воспроизвести целевые слова в осмысленном и функциональном контексте, например, в форме предложения или вопроса. Затем ребёнку предлагается (не приказывается) повторить целевое слово. Если целевое слово произнесено неправильно, родитель поправляет. Как только ребёнок выучил эти слова, взрослый заменяет их новыми, и процесс повторяется.

#### Среда преподавания
Обучение в условиях среды предполагает изменение окружения ребёнка, чтобы дать ему как можно больше возможностей говорить и воспроизводить целевые слова. В этом методе необходимо иметь набор языковых целей, которых ребёнок должен достичь. Неправильное воспроизведение целевых слов следует за тем, что взрослый моделирует слово для подражания ребёнку. Правильное воспроизведение целевых слов — задача взрослого, чтобы поправлял ребёнка.

### Культура и лечение
Культурное разнообразие является важным фактором при выборе правильного типа мероприятий для ребёнка. Логопед несёт ответственность за выбор лечения, которое является культурно приемлемым для ребёнка и его семьи. Такие методы лечения, как общая языковая стимуляция, целенаправленная языковая стимуляция и обучение в среде, разработаны с учётом потребностей большинства жителей Соединённых Штатов. Эти методы адаптированы для удовлетворения потребностей других культур в сообществе, чтобы ребёнок имел более высокий уровень успеха.
Характер и контекст социальных взаимодействий наблюдают при изменении стандартного лечения в соответствии с нормами культуры и происхождения ребёнка. Например, в некоторых культурах родители обычно не участвуют в играх со своим ребёнком. Затем лечение адаптируется для других членов семьи (братьев и сестёр, двоюродных братьев, других сверстников) для проведения мероприятий. Местом, где обычно проводятся эти процедуры, является семейный дом. Однако во многих культурах это считается неприемлемым. Методы лечения подобных ситуаций изменяются, и в качестве места для лечения рассматриваются такие варианты, как школы.

## Результаты
Как только позднеговорящие поступают в детский сад, большинство из них начинают навёрстывать упущенное и демонстрировать языковые способности в пределах диапазона типичного говорящего. Позднеговорящие, как правило, демонстрируют более низкие языковые способности и находятся на нижней границе нормального диапазона, чем типичные говорящие. Поздно заговорившие по достижении подросткового возраста показывают значительно более низкие оценки по речевым показателям, чем типичные говорящие. Примерно от 50 до 70% детей, перенёсших позднее развитие речи, достигают нормального языкового уровня к моменту поступления в школу. Их шансы успешно наверстать упущенное уменьшаются, если к 3 годам всё ещё присутствует задержка речи. Это характерно только для 5–8% детей дошкольного возраста.